# 1968年夏季残疾人奥林匹克运动会牙买加代表团
1968年夏季残疾人奥林匹克运动会牙买加代表团是牙买加派出的1968年夏季残疾人奥林匹克运动会代表团。获得3枚金牌、1枚银牌和1枚铜牌。